# 2004년 메이저 리그 베이스볼 드래프트
2004년 메이저 리그 베이스볼 드래프트(2004 Major League Baseball Draft)는 그 해 7월 7일과 8일에 열렸다. 10번째 선수까지의 드래프트에서 같은 대학의 세 선수가 드래프트된 첫 사례이다.

## 1 라운드 지명
|  | = MLB 올스타 |

| 지명 순위 | 선수              | 팀                                  | 포메이션 | 학교                      |
| --------- | ----------------- | ----------------------------------- | -------- | ------------------------- |
| 1         | 맷 부시           | 샌디에이고 파드리스                 | SS       | 미션베이 고등학교         |
| 2         | 저스틴 벌렌더     | 디트로이트 타이거스                 | P        | 올드도미니언 대학교       |
| 3         | 필립 험버         | 뉴욕 메츠                           | P        | 라이스 대학교             |
| 4         | 제프 니만         | 탬파베이 레이스                     | P        | 라이스 대학교             |
| 5         | 마크 로저스       | 밀워키 브루어스                     | P        | 마운트아라라트 고등학교   |
| 6         | 제레미 소워스     | 클리블랜드 인디언스                 | P        | 밴더빌트 대학교           |
| 7         | 호머 베일리       | 신시내티 레즈                       | P        | 라 그랜지 고등학교        |
| 8         | 웨이드 타운젠드   | 볼티모어 오리올스                   | P        | 라이스 대학교             |
| 9         | 크리스 넬슨       | 콜로라도 로키스                     | SS       | 르당 고등학교             |
| 10        | 토마스 다이아몬드 | 텍사스 레인저스                     | P        | 뉴올리언스 대학교         |
| 11        | 닐 워커           | 피츠버그 파이리츠                   | C        | 파인리치랜드 고등학교     |
| 12        | 제러드 위버       | 로스앤젤레스 에인절스 오브 애너하임 | P        | 롱비치 주립 대학교        |
| 13        | 빌 브레이         | 몬트리얼 엑스포스                   | P        | 윌리엄 앤드 메리 대학     |
| 14        | 빌리 버틀러       | 캔자스시티 로열스                   | 3B       | 사무엘 W. 울프슨 고등학교 |
| 15        | 스테판 드류       | 애리조나 다이아몬드백스             | SS       | 플로리다 주립 대학교      |
| 16        | 데이비드 퍼시     | 토론토 블루제이스                   | P        | 오클라호마 대학교         |
| 17        | 스캇 엘버트       | 로스앤젤레스 다저스                 | P        | 세네카 고등학교           |
| 18        | 조시 필즈         | 시카고 화이트삭스                   | 3B       | 오클라호마 주립 대학교    |
| 19        | 크리스 램버트     | 세인트루이스 카디널스               | P        | 보스턴 대학               |
| 20        | 트레버 플루프     | 미네소타 트윈스                     | SS       | 크레스피 카르멜 고등학교  |
| 21        | 그렉 올슨         | 필라델피아 필리스                   | CF       | 코널리 고등학교           |
| 22        | 글렌 퍼킨스       | 미네소타 트윈스                     | P        | 미네소타 대학교           |
| 23        | 필 휴스           | 뉴욕 양키스                         | P        | 풋힐 고등학교             |
| 24        | 랜던 파웰         | 오클랜드 애슬레틱스                 | C        | 사우스캐롤라이나 대학교   |
| 25        | 카일 왈드로프     | 미네소타 트윈스                     | P        | 패러것 고등학교           |
| 26        | 리치 롭넷         | 오클랜드 애슬레틱스                 | CF       | 프레즈노 주립 대학교      |
| 27        | 테일러 탱커슬리   | 플로리다 말린스                     | P        | 알라배마 대학교           |
| 28        | 블레이크 드윗     | 로스앤젤레스 다저스                 | 2B       | 사익스턴 고등학교         |
| 29        | 매튜 켐벨         | 캔자스시티 로열스                   | P        | 사우스캐롤라이나 대학교   |
| 30        | 에릭 헐리         | 텍사스 레인저스                     | P        | 사무엘 W. 울프슨 고등학교 |